# Бертольд I (граф Невшателя)

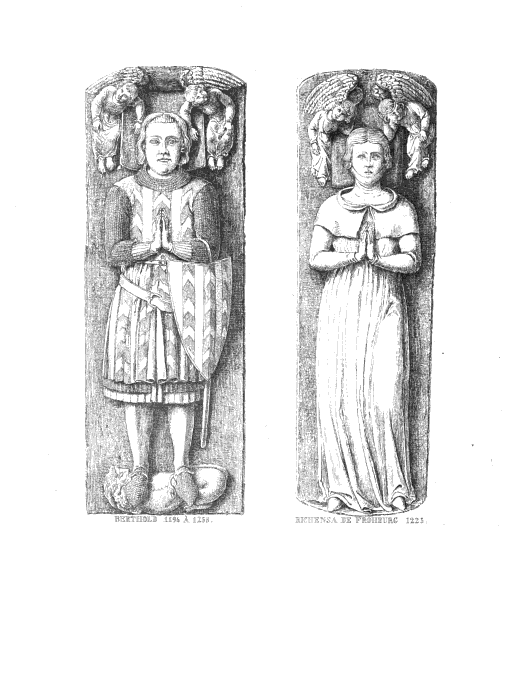
Бертольд и Рихенца

Бертольд I (фр. Berthold Ier de Neuchâtel; ок. 1185 — после 1246) — сеньор и граф Нёвшателя.
Родился ок. 1185 года. Сын Родольфа II Нёвшательского (ум. до 1196) и его жены Комитиссы.

## Биография
Правил совместно с дядей — Ульрихом III де Нёвшатель-Нидо, графом Фениса, Арберга и Нидо, и первоначально под его опекой. По договору от 9 апреля 1218 года они поделили владения и титулы: Ульрих III стал графом, а Бертольд I — сеньором Нёвшателя («Ulricus comes et Bertoldus dominus Novi Castri»). Кроме того, Ульрих III получил графство Фенис и сеньорию Валанжен, Бертольд I — баронию Валь-де-Траверс. Таким образом дяде достались немецкие земли (dominia theutonica), племяннику — французские (dominia gallica).
В 1214 году графы Ульрих III и Бертольд I даровали Нёвшателю различные привилегии, целью которых было увеличение численности жителей, так как город сильно пострадал от эпидемии чумы. Были снижены налоги, сборы и суммы штрафов за преступления.
В хартиях 1240 и 1246 года Бертольд I упоминается с графским титулом: Bertholdus comes de Novo-Castro.
В 1242 году передал в управление сыну Родольфу баронию Тилле.

## Семья
Не позднее 1201 года женился на Рихенце фон Фробург, (ум. 20 октября 1224/25), дочери графа Германа фон Фробурга. Дети:
- Родольф III (ум. 1263/64), сеньор Нёвшателя.
- Герман (ум. после 1239)
- Генрих (ум. после 1239).

Вторая жена — Николь, происхождение не известно, упоминается в документе от 29 августа 1231 года.